# نوو دوور (استان ووتسکی)
نوو دوور (استان ووتسکی) (به لاتین: Nowy Dwór) یک روستا در لهستان است که در گمینا نوو کاونچن واقع شده‌است.